# ステファーニア・ベルモンド
ステファーニア・ベルモンド（Stefania Belmondo 1969年1月13日 - ）はイタリアのノルディックスキー選手。冬季オリンピックの女子クロスカントリースキー競技で金メダル2個を含む合計10個のメダルを獲得した。

## 経歴
ベルモンドはイタリアのピエモンテ州クーネオ県ヴィナーディオで生まれ、3歳でスキーを始めた。
1986年のFISノルディックスキー世界選手権で世界大会のデビューを果たした。翌シーズンにイタリア代表チームの一員となり、1988年カルガリーオリンピックに出場した。1989年、ワールドカップのソルトレイクシティでの1戦で、ワールドカップ初勝利をあげ、シーズンを総合2位で終えた。
1991年の世界選手権では、女子15kmクラシカル（クラシカル走法）で銅メダル、女子4×5kmリレーで銀メダルを獲得した。1992年のアルベールビルオリンピックでは女子30kmフリースタイルで金メダル、女子複合追い抜き(5 km + 10 km) で銀メダル、女子団体4×5kmリレーで銅メダルを獲得した。1993年の世界選手権では、複合追い抜きと30kmフリースタイルで金メダルを獲得した。しかし右足親指を負傷して手術をしたため、その後4年間、世界選手権を欠場した。
1994年のリレハンメルオリンピックには出場したが、怪我の影響で銅メダル2つと振るわなかった。その後、彼女は医者のアドバイスに反して、スキーを続けることを決心した。1996年 - 1997年のシーズンにワールドカップに復帰し、4つの銀メダルを獲得した。1998年の長野オリンピックでは、30kmフリースタイル走法で銀メダル、4×5kmリレーで銅メダルを獲得した。
1997年にはホルメンコーレン・メダルを受賞した（ビャルテ・エンゲン・ビーク、ビョルン・ダーリと同時受賞）。
世界大会参加最終年となった2002年には、ソルトレークシティオリンピックに出場し、女子15kmフリースタイル（マススタート、同時スタート競技）で金メダル、女子30kmフリーで銀メダルを獲得した。ワールドカップも最終的に総合で3位に入った。
彼女の地元、ピエモンテ州で行われた、2006年のトリノオリンピックの開会式では、最終聖火ランナーを務めた。